# Cola animal

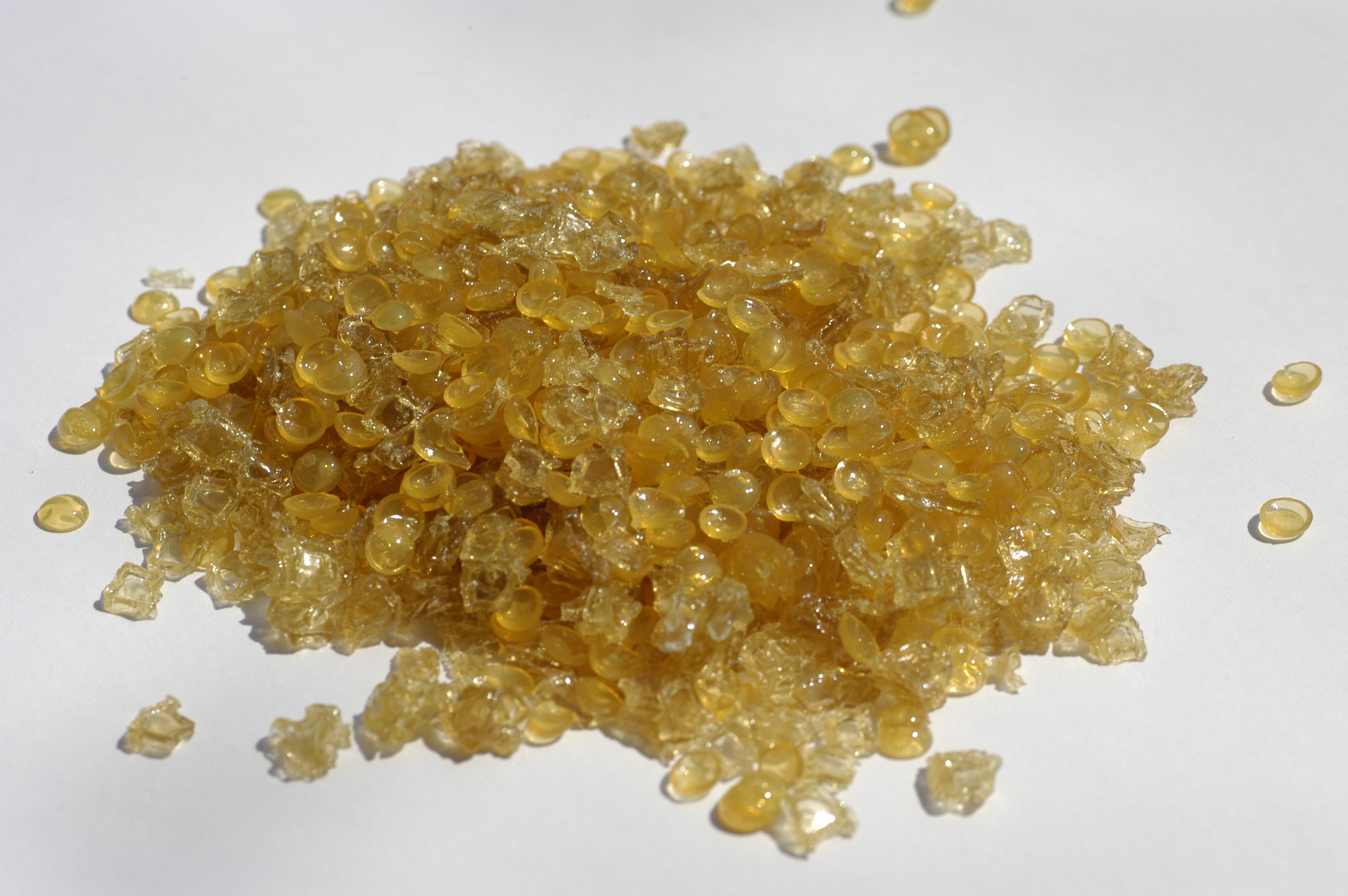
Pegamento animal en gránulos

El pegamento animal es un derivado del coloide orgánico  de proteína utilizado como adhesivo, apresto y recubrimiento, adorno de composición, y para aplicaciones coloidales en industria que está derivado principalmente de material colágeno presente en el cuero animal o de la extracción de colágeno presente en huesos animales, principalmente de ganado o derivado de gelatina reciclada.
Estos pegamentos de coloide de la proteína están formados a través de hidrólisis del colágeno de pieles, huesos, tendones y otros tejidos, similares a la gelatina. La palabra colágeno deriva del griego κόλλα kolla y significa 'pegamento'. Estas proteínas forman un vínculo molecular con el objeto encolado.

## Historia

### Usos tempranos
El pegamento animal ha existido desde tiempo antiguo, aunque su uso no fue extendido. El pegamento que deriva del diente caballar puede ser datado hace casi 6000 años, pero ningún registro escrito de estos tiempos pueden probar que era plena o extensamente utilizado.
Los primeros procedimientos escritos conocidos para hacer pegamento animal fueron escritos sobre el 2000 AC. Entre el 1500 y el 1000 AC fue utilizado para muebles de madera y pinturas murales, encontrados incluso en los ataúdes de Faraones egipcios. La evidencia se encuentra en forma de tallas de piedra que describen la preparación de pegamento y su uso, principalmente utilizado para el mobiliario de la tumba del faraón. Los registros egipcios dicen que el pegamento animal se preparaba fundido sobre un fuego y entonces aplicado con un cepillo.
Romanos y griegos antiguos más tarde utilizaron pegamentos animales y de pescado para desarrollar chapado y marquetería, la unión de capas o secciones delgadas de madera. El pegamento animal, conocido como taurokolla (ταυρόκολλα) en griego y gluten taurinum en latino, estuvo hecho de piel de toro en la antigüedad. La cerámica rota también podría ser reparada con el uso de pegamentos animales, llenando las grietas para esconder imperfecciones.
Aproximadamente entre el 906 y el 618 AC, China utilizó pez, buey y cuernos de ciervo para producir adhesivos y aglutinantes para pigmentos. Los pegamentos animales fueron empleados como aglutinantes en pintura durante el Dinastía Tang. Eran usados de modo parecido en las figuras del Ejército de Terracota. Los registros indican que uno de los componentes esenciales de la tinta negro de carbón era el pegamento proteico. El pegamento de buey y los de cuerno de ciervo unen las partículas de los pigmentos, actuando como conservante al formar una película sobre la superficie al secarse la tinta. Los chinos, como Kao Gong Ji, también investigaron el pegamento con propósitos medicinales.

### Reemergencia
El uso de pegamento animal, así como algunos otros tipos de pegamentos, desaparecieron en gran parte de Europa después del declive del Imperio Romano Occidental hasta los siglos XVI a XVIII, cuándo la realización de mobiliario de madera empezó a surgir como oficio importante. Durante las edades medievales, el pegamento de pescado se mantuvo como una fuente para pintar e iluminar manuscritos. Desde el siglo XVI, el pegamento de cuero ha sido utilizado en la construcción de violines.
Los nativos americanos utilizaron pegamento de pezuña principalmente como aglutinador y como recubrimiento resistente al agua hirviéndolo las partes sobrantes de los animales y aplicándolo a superficies expuestas. Usaron ocasionalmente pegamento de cuero como pintura para conseguir patrones después de aplicar pigmentos y encurtir el cuero. El pegamento de pezuña sería utilizado para propósitos aparte de preparar cuero, como un conservante de cabello. Los Assiniboine preferían el cabello más largo, así que enlucían los mechones con una mezcla de tierra roja y pegamento de pezuña. También solían usarlo para unir las plumas y el equipamiento.

### Industrias de pegamento
La primera fábrica de pegamento comercial abrió en Holanda cerca del 1700, fabricando pegamento animal de cuero. La primera fábrica de pegamento de Estados Unidos abrió en 1899, fue establecida por la Milwaukee Tanning Industry. La compañía L.D. Davis prosperó produciendo pegamento animal durante la Gran Depresión después de cambiar su negocio de estarcir, vendiendo a fabricantes locales de cajas y otros usuarios; la fórmula del pegamento animal de L.D. Davis para encuadernación sigue en producción. Durante los siglos XVIII y XIX, los granjeros se deshicieron de animales viejos – caballos en particular – en las fábricas de pegamento. El advenimiento de adhesivos sintéticos anunció el colapso de la industria de pegamento animal. 

### Usos modernos
Hoy, los pegamentos animales son escasamente industrializados, pero todavía se utilizan para hacer y restaurando instrumentos de la familia del violín, pinturas, manuscritos de pergamino iluminados, y otros artefactos. La gelatina, una forma de pegamento animal, se encuentra en muchos productos contemporáneos, como postres de gelatina, malvaviscos, cápsulas farmacéuticas y película fotográfica y suele reforzar envoltorios de tendón, madera, cuero, corteza y papel. El pegamento de cuero es también preferido por muchos luthiers frente a los pegamentos sintéticos por su reversibilidad, resistencia a la fluencia y tendencia a cerrar las juntas cuando cura.